# Tate Gallery
Tate Gallery er et netværk af fem gallerier, museer, i Storbritannien: Tate Britain (1897), Tate Liverpool (1988), Tate St Ives (1993), Tate Online (1998) og Tate Modern (2000. Tate in Space (2002) er et projekt knyttet til Tate Online.
Det oprindelige Tate Gallery, som ligger i Millbank i City of Westminster, London, blev grundlagt af Henry Tate for penge han havde tjent på sine sukkerraffinaderier. Det var en samling af britisk kunst med fokus på moderne kunst. Det betød i 1897  victorianske kunstnere. Det udvidede senere sin samling til også at omfatte udenlandsk kunst. Den britiske samling blev udvidet fra 1500 til i dag.
Alle galleriene i netværket deler én samling. Den britiske og den moderne samling har siden 2000 været udskilt i henholdsvis Tate Britain (det oprindelige Tate Gallery) og Tate Modern. De andre gallerier udstiller værker fra flere lande og perioder.